# Teofil Banach
Teofil Banach, ps. „Bogumił”, „Bogusz”, „Skrzydłowski” (ur. 29 sierpnia 1907 w Czortkowie, zm. przed 6 maja 1944 w Lasach Sieniawskich) – żołnierz Wojska Polskiego i Armii Krajowej. Komendant Obwodu AK Przeworsk, inspektor Inspektoratu Przemyśl Armii Krajowej.

## Życiorys
Był synem Teofila i Kazimiery z d. Dyhdalewicz. Po ukończeniu gimnazjum, w latach 1926–1929 kształcił się w szkole podchorążych piechoty w Ostrowi Mazowieckiej. 15 sierpnia 1929 roku awansowany na podporucznika i skierowany do 79 pułku piechoty w Słonimiu na stanowisko dowódcy plutonu kompanii Ciężkich Karabinów Maszynowych. 1 stycznia 1933 roku awansowany na porucznika. W 1936 roku został dowódcą Dywizyjnego Kursu Podchorążych Rezerwy 20. Dywizji Piechoty, a także wykładowcą w szkole podchorążych rezerwy piechoty. 19 marca 1938 roku awansował na kapitana.
Na przełomie marca i kwietnia został zastępcą dowódcy 7. samodzielnego batalionu ckm Brygady Obrony Narodowej „Sieradz” w Armii „Łódź”. We wrześniu 1939 roku batalion wycofał z zachodniej granicy w kierunku Twierdzy Modlin, gdzie wszedł w skład 2 pułku piechoty legionów. Po kapitulacji Twierdzy Modlin, został wzięty do niewoli niemieckiej i umieszczony w obozie jenieckim Soldau. 19 października 1939 roku został zwolniony z obozu. 
Po wyjściu z niewoli zamieszkał w Przeworsku i pracował w sklepie gospodarczym u Leokadii Jarzymowskiej. W 1941 roku wstąpił w szeregi ZWZ gdzie prowadził działalność konspiracyjną, a w sklepie zorganizował konspiracyjny punkt kontaktowy. 1 sierpnia 1942 roku został mianowany komendantem Obwodu AK Przeworsk, a we wrześniu 1943 roku inspektorem Inspektoratu Rejonowego AK Przemyśl. 
29 marca 1944 roku został w sklepie aresztowany przez Gestapo z Jarosławia, był wożony na przesłuchania do Krakowa i Tarnowa. W pierwszych dniach maja został skazany przez Policyjny Sąd Doraźny na karę śmierci i w grupie 14 zakładników wywieziony do lasów sieniawskich i rozstrzelany. 6 maja 1944 roku w „Obwieszczeniu” pojawiło się jego nazwisko na liście rozstrzelanych. Pośmiertnie awansowany do stopnia majora. 
Jego bratem był Roman Banach, uczestnik powstania warszawskiego, operator filmowy.

## Odznaczenia
- Krzyż Walecznych (1939)
- Brązowy Krzyż Zasługi
- Krzyż Armii Krajowej (pośmiertnie)
- Krzyż Kampanii Wrześniowej (pośmiertnie)